# Эльворти
Завод «Эльворти» (укр. «Ельворті») — предприятие сельскохозяйственного машиностроения в г. Кропивницкий.

## История

### 1874 - 1917
История предприятия началась в 1874 году, когда в городе Елисаветград Херсонской губернии английские капиталисты братья Роберт и Томас Эльворти создали мастерскую по ремонту сельхозинвентаря.
В 1877 году был построен первый производственный корпус, в котором с 1880-х годов началось изготовление молотилок, сеялок, маслобоек, а позднее других сельскохозяйственных машин. В дальнейшем, завод был расширен.
11 апреля 1912 года рабочие завода Эльворти бастовали в знак протеста против Ленского расстрела.
В 1913 году завод являлся крупнейшим предприятием города и одним из крупнейших производителей сельхозмашин и сельхозинструментов, обеспечивая выпуск около 10 % сельхозмашин в Российской империи, численность рабочих в это время составляла 2312 человек (что составляло свыше половины рабочих всех промышленных предприятий города).

### 1918 - 1991
29 января 1918 года в городе была установлена Советская власть, была предпринята попытка возобновить работу промышленных предприятий, но уже 21 марте 1918 года город оккупировали наступавшие немецко-австрийские войска.
7 февраля 1919 года Советская власть в городе была восстановлена, в середине апреля 1919 года завод Эльворти был национализирован.
В мае 1920 года на заводе (где в это время работало около 500 человек) был освоен выпуск продукции военного назначения, всего до конца 1920 года здесь было изготовлено 7 тыс. деталей для пулемётов, 1200 телег и возов, отремонтировано свыше 200 автомашин и мотоциклов. За значительную помощь Красной армии в 1922 году завод получил новое название: «Красная звезда».
В 1924 году завод достиг объема производства 1913 года, а в 1925 году превысил его. В 1927-28 годах завод начал экспортировать сеялки в страны Ближнего Востока.
В ходе индустриализации СССР завод был реконструирован и расширен.
В 1929 году на заводе была создана первая в СССР тракторная сеялка Т-1 для посева зерновых (на Международной выставке в Либаве в 1929 году сеялка Т-1 была награждена большой Золотой медалью).
В 1937 году сеялка Т-7 была удостоена «Гран-при» на Всемирной выставке в Париже.
В конце 1930х годов завод (численность рабочих на котором была увеличена до 12 тыс. человек) обеспечивал свыше 10% объема производства сложных сельскохозяйственных машин СССР, для повышения квалификации рабочих при предприятии действовала школа фабрично-заводского обучения. В 1940 году завод выпускал свыше 20 наименований сельхозмашин.
После начала Великой Отечественной войны в связи с приближением к городу линии фронта в августе 1941 года завод был эвакуирован.
В период оккупации (5 августа 1941 - 8 января 1944) немецкие власти предприняли попытку восстановить производственные мощности завода для ремонта военной техники. Кроме того, около 200 единиц заводского оборудования было демонтировано и вывезено в Третий рейх.
Восстановление почти полностью разрушенного завода началось в 1944 году (разрушено было более 84 % всех производственных площадей), возвратилась из эвакуации небольшая группа специалистов, кадровых рабочих. На восстановительных работах были все горожане, в том числе женщины, подростки и школьники.
В 1944 - 1945 гг. завод изготовил 1683 сеялки. Кроме того, рабочие завода принимали активное участие в восстановлении города и перечислили денежные средства на танковую колонну «Кировоградский комсомолец».
К 1950 году завод в основном (кроме одного полностью разрушенного корпуса) был восстановлен, а по производству сельхозмашин превзошел довоенный уровень. В 1945 - 1955 гг. специальным конструкторским бюро и техническими службами завода были созданы 45 наименований посевных машин. Выпуск их ежегодно увеличивался.
В 1955 году завод выпустил 78 428 шт. посевных машин (в 8 раз больше, чем в 1940 году).
В июле 1961 года была выпущена миллионная сеялка.
В 1962 году завод изготовил и поставил селу 64 746 кукурузных сеялок — в 5,5 раз больше, чем в 1959 году.
В 1965 году в связи с изменением приоритетов в сельском хозяйстве завод выпустил 55 680 зерновых сеялок и прекратил выпуск кукурузных сеялок.
В 1966 году завод изготовил 108 877 штук сеялок и тукоразбрасывателей. Указом Президиума Верховного Совета СССР от 25 июня 1966 года за успешное выполнение заданий семилетнего плана, разработку конструкций и освоение производства новых машин, завод «Красная звезда» был награждён орденом Трудового Красного Знамени.
В конце 1960-х годов и в 1970-е годы завод значительно расширяется, были построены новые производственные корпуса. В 1970 году в состав предприятия входили литейные цеха ковкого и серого чугуна, кузнечно-прессовый цех, метизный цех, деревообрабатывающий цех и 5 механосборочных цехов. Это позволило создать мощности по производству новых зерновых сеялок типа СЗ-3,6.
В сентябре 1971 года была выпущена двухмиллионная сеялка. В 1972 году завод начал серийное производство зернотукотравяной сеялки СЗТ-3,6.
В 1974 году завод был награждён орденом Октябрьской революции.
В 1975 году было принято решение установить на предприятии поточно-механизированные линии со встроенными машинами по сборке и сварке узлов сельхозмашин, в 1976 - 1978 гг. линии были изготовлены ленинградским заводом "Электрик" им. Н. М. Шверника, установлены и введены в эксплуатацию. В 1979 году завод обеспечивал выпуск 100% общесоюзного производства сеялок для высева семян сахарной свеклы, кукурузы и овощных культур, а также 25% общесоюзного производства зерновых и комбинированных сеялок. Продукция предприятия использовалась на всей территории СССР и экспортировалась в более 40 стран мира.
В 1980-е годы завод выпускал около 90 тысяч современных сеялок в год. В июле 1983 года была выпущена трёхмиллионная сеялка.
В середине 1980х годов завод выпускал более 20 марок посевных и других сельскохозяйственных машин.
В целом, в советское время завод являлся одним из ведущих предприятий сельскохозяйственного машиностроения СССР и одним из крупнейших промышленных предприятий Кировограда.
К 1991 году завод располагал мощностями по выпуску 90-100 тыс. сеялок в год. Основная продукция завода — посевные машины.

### После 1991
В 1993 году производственное объединение «Красная звезда» было преобразовано в открытое акционерное общество по производству сельскохозяйственной техники «Красная звезда». В декабре 1993 года заводу было поручено освоить производство сеялок СПС-12.
В июне 1996 года Кабинет министров Украины включил завод «Красная звезда» в перечень предприятий, подлежащих приватизации в соответствии с индивидуальными планами.
Всего в 1991 - 1998 годах заводом были разработаны конструкции 12 новых высокопроизводительных посевных машин и другой сельскохозяйственной техники.
В августе 1997 года завод был включён в перечень предприятий, имеющих стратегическое значение для экономики и безопасности Украины.
В июле 1998 года находившийся на балансе предприятия жилой фонд был передан в коммунальную собственность города.
С 2003 года продукцию завода начали выпускать под торговой маркой «Червона Зирка».
В 2004 году производственные процессы на предприятии были аттестованы по системе качества ISO 9001:2000.
2004 год завод закончил с прибылью 1,557 млн. гривен, но в 2005 году сократил производство на 24,3 %.
28 февраля 2008 года было основано закрытое акционерное общество «Эльворти Групп». Цель создания ЗАО «Эльворти Групп» — улучшение системы управления акционерного общества за счет внедрения специализации предприятий, которые входят в его состав. В структуру компании «Эльворти Групп» входит ПАО «Червона зирка» . Созданная группа предприятий названа в честь основателей ПАО «Червона Зирка» Роберта и Томаса Эльворти. Председателем правления предприятия ЗАО «Эльворти Групп» является Сергей Калапа.
По состоянию на начало 2009 года завод входил в число крупнейших действующих предприятий города, основной продукцией в это время являлись сеялки и культиваторы.
В 2010 году весь номенклатурный ряд продукции прошел сертификацию на территории ЕС и имеет соответствующие сертификаты.
В 2011 году ОАО «Червона зирка» было преобразовано в Публичное акционерное общество по производству сельскохозяйственной техники «Червона зирка».
24 октября 2016 года ПАО «Червона зирка» переименован в ПАО «Эльворти» и проведена государственная регистрация ПАО «Эльворти». Решение о переименовании общества принято общим собранием акционеров 22 апреля 2016 года (протокол № 19).
15 января 2019 года публичное акционерное общество «Эльворти» (ПАО «Эльворти») переименовано в акционерное общество «Эльворти» (АО «Эльворти») и проведена государственная регистрация АО «Эльворти». Решение о переименовании общества принято общим собранием акционеров 26 апреля 2018 (протокол №21).
За последние годы на предприятии прошла замена производственного оборудования: внедрены новые токарные станки и обрабатывающие центры с числовым программным управлением производства Haas, оборудование для лазерной резки металла фирм «Trumhp» (Германия) и «Amada» (Япония), внедрены сварочные роботы, запущена в работу покрасочная линия для порошковой покраски машин фирмы «Ideal-line» (Дания), не имеющая аналогов в СНГ.
Система распределения продукции компании состоит из более 50-ти дилерских и сервисно-гарантийных центров в разных регионах СНГ Евросоюза. Такая система позволяет успешно реализовывать продукцию предприятия и осуществлять её сервисное обслуживание на территории Украины, Казахстана, Молдовы, Болгарии, Словакии, Чехии, Польши, Румынии и других стран.
На сегодняшний день завод является крупнейшим на территории СНГ специализированным предприятием по выпуску посевной и почвообрабатывающей техники.

## Продукция
Основная продукция завода — посевная и почвообрабатывающая техника: сеялки, культиваторы, бороны дисковые.
Направление посевной техники представлено машинами для высева зерновых культур и машинами для высева пропашных культур. механическими зерновыми сеялками с шириной захвата 3,6 и 5,4 м, а также широкозахватными посевными комплексами Орион-9,6 и Алькор 7,5.
ОРИОН 9,6 — пневматическая однодисковая сеялка, предназначенная для посева по нулевой, минимальной и традиционной агротехнологиям — осуществляет высев семян зерновых, средне- и мелкосемянных зернобобовых и других культур, близких к зерновым по размерам семян и нормам высева, а также сыпучих семян трав, с одновременным внесением в засеваемые рядки минеральных удобрений и прикатыванием почвы.
Механические зернотуковые сеялки представлены машинами серии Астра с шириной захвата 3,6 м и 5,4 м (Астра 3,6 (СЗ-3,36), Астра 3,6П (СЗП-3,6Б), Астра 3,6-04 (СЗ-3,6-04), Астра 5,4 (СЗ-5,4), Астра 5,4-04 (СЗ-5,4-04), Астра 5,4-06 (СЗ-5,4-06), а также зернотукотравяными сеялками Астра 3,6Т (СЗТ-3,6) и Астра 5,4Т (СЗТ-5,4).
Машины для высева пропашных культур представлены пневматическими сеялками точного высева по традиционной технологии ВЕСТА 6 (УПС-6), ВЕСТА 8 (УПС-8), ВЕСТА 12 (УПС-12) и по минимальной технологии обработки почвы — ВЕГА 6 Профи, ВЕГА 8 Профи.
Направление почвообрабатывающей техники представлено культиваторами междурядной обработки Альтаир (КРНВ) разной ширины захвата и комплектации, тяжелым культиватором сплошной обработки Алькор 7,5, культиваторами сплошной обработки КПС с шириной захвата 4 м и 8 м, а также дисковыми орудиями — двухрядные дисковые бороны серии ПАЛЛАДА (ширина захвата 2,4 м, 3,2 м, 4 м, 6 м), четырёхрядные дисковые бороны серии АНТАРЕС (ширина захвата 3 м, 4 м, 6 м, 8 м).

## Членство в отраслевых организациях
ПАО «Червона Зирка» является одним из основателей Ассоциации предприятий — производителей техники и оборудования для агропромышленного комплекса «Украгромаш» — некоммерческой организации, созданной с целью защиты и представительства законных интересов её членов.

## Музей истории завода
В комнате, служившей столовой при проживании там семьи Эльворти, размещён музей предприятия